# ورجل (داکوتای جنوبی)
ورجل(به انگلیسی: Virgil) شهری در ایالت داکوتای جنوبی کشور ایالات متحده آمریکا است که جمعیت آن در سرشماری سال ۲۰۱۰ میلادی، ۱۶ نفر بوده‌است.